# Gruppo Sportivo Baratta 1942-1943
Questa voce raccoglie le informazioni riguardanti il Gruppo Sportivo Baratta nelle competizioni ufficiali della stagione 1942-1943.

## Rosa
| N. |                   | Ruolo | Calciatore             |
| -- | ----------------- | ----- | ---------------------- |
|    | Italia (bandiera) | D     | R. Adesso              |
|    | Italia (bandiera) | A     | A. Belmonte            |
|    | Italia (bandiera) | A     | G. Campagna            |
|    | Italia (bandiera) | C     | Paolo Canazza          |
|    | Italia (bandiera) | C     | Rudi Compiani          |
|    | Italia (bandiera) | P     | Teobaldo Corradini     |
|    | Italia (bandiera) | D     | Raffaele D'Errico      |
|    | Italia (bandiera) | A     | A. Esposito            |
|    | Italia (bandiera) | C     | Francesco Forgione     |
|    | Italia (bandiera) | A     | Guglielmo Francese     |
|    | Italia (bandiera) | A     | M. Fumzi               |
|    | Italia (bandiera) | C     | Guglielmo Giannatiempo |
|    | Italia (bandiera) | C     | G. Gibertoni           |

| N. |                    | Ruolo | Calciatore         |
| -- | ------------------ | ----- | ------------------ |
|    | Italia (bandiera)  | A     | Vincenzo Margiotta |
|    | Italia (bandiera)  | A     | Domenico Marzi     |
|    | Italia (bandiera)  | A     | Virgilio Medeghini |
|    | Italia (bandiera)  | A     | Giulio Minghetti   |
|    | Italia (bandiera)  | A     | Nicola Minguzzi    |
|    | Italia (bandiera)  | D     | Vasco Orazzini     |
|    | Italia (bandiera)  | D     | Franco Pannoli     |
|    | Italia (bandiera)  | P     | Giano Pattini      |
|    | Italia (bandiera)  | A     | Adriano Petrone    |
|    | Italia (bandiera)  | A     | M. Spinelli        |
|    | Uruguay (bandiera) | A     | Rolando Tortora    |
|    | Italia (bandiera)  | C     | Alfonso Tranchina  |

## Risultati

### Serie C

#### Girone L

##### Girone di andata
| Arbitro: | Altomare |

|                           |           |           |
| Margiotta 20’ Tortora 80’ | Marcatori | 35’ Gerbi |

| Scafati 11 ottobre 1942 2ª giornata | Scafatese | 0 – 0 | Baratta Battipaglia |  |

| Battipaglia 18 ottobre 1942 3ª giornata | Baratta Battipaglia | 1 – 0 | Ilva Bagnolese |  |

| Cava de' Tirreni 25 ottobre 1942 4ª giornata | Cavese | 2 – 0 | Baratta Battipaglia |  |

| Caserta 1 novembre 1942 5ª giornata | Casertana | 2 – 5 | Baratta Battipaglia |  |

| Arbitro: | Scotti |

|                       |           |                  |
| Tortora 10’ Marzi 24’ | Marcatori | 20’ (rig.) Bocci |

| Torre Annunziata 15 novembre 1942 7ª giornata      | Savoia    | 2 – 0 referto | Baratta Battipaglia |  |
| \| \| \| \| \| Esposito 52’, ?’ \| Marcatori \| \| |           |               |                     |  |
|                                                    |           |               |                     |  |
| Esposito 52’, ?’                                   | Marcatori |               |                     |  |

| Arbitro: | Coppolone |

|          |           |  |
| Minguzzi | Marcatori |  |

| Arbitro: | Scarcea |

|  |           |               |
|  | Marcatori | 55’ Minghelli |

| Battipaglia 6 dicembre 1942 10ª giornata | Baratta Battipaglia | 1 – 1 | Salernitana |  |

| Colleferro 13 dicembre 1942 11ª giornata | BPD Colleferro | 2 – 0 | Baratta Battipaglia |  |

##### Girone di ritorno
| Castellammare di Stabia 3 gennaio 1943 12ª giornata | Stabia | 1 – 2 | Baratta Battipaglia |  |

| Battipaglia 10 gennaio 1943 13ª giornata | Baratta Battipaglia | 2 – 2 | Scafatese |  |

| Napoli 17 gennaio 1943 14ª giornata | Ilva Bagnolese | 2 – 0 | Baratta Battipaglia |  |

| Battipaglia 24 gennaio 1943 15ª giornata | Baratta Battipaglia | 2 – 0 | Cavese |  |

| Battipaglia 31 gennaio 1943 16ª giornata | Baratta Battipaglia | 5 – 0 | Casertana |  |

| Roma 7 febbraio 1943 17ª giornata | VV.FF. Roma | 0 – 0 referto | Baratta Battipaglia |  |

| Battipaglia 14 febbraio 1943 18ª giornata | Baratta Battipaglia | 3 – 0 | Savoia |  |

| Roma 21 febbraio 1943 19ª giornata | RST Littorio | 2 – 0 | Baratta Battipaglia |  |

| Battipaglia 28 febbraio 1943 20ª giornata | Baratta Battipaglia | 3 – 0 | Civitavecchiese |  |

| Salerno 7 marzo 1943 21ª giornata | Salernitana | 2 – 1 | Baratta Battipaglia |  |

| Battipaglia 14 marzo 1943 22ª giornata | Baratta Battipaglia | 3 – 2 | BPD Colleferro |  |